# Martince
Martince (mađ. Felsőszentmárton) je selo na krajnjem jugu Republike Mađarske.
Zauzima površinu od 19,46 km četvornih.

## Zemljopisni položaj
Nalazi se na 45° 51' 8" sjeverne zemljopisne širine i 17° 42' istočne zemljopisne dužine, 500 m sjeverno od Drave i granice s Hrvatskom i uz županijsku granicu sa Šomođskom županijom, u dijelu gdje Drava iz toka prema jugoistoku skreće prema istoku. Najbliža naselja u RH su udaljena 3 km. Budakovac prema zapadu, a Vaška prema jugozapadu i Kapinci prema jugu. 
Brlobaš je 2 km sjeverozapadno, Lukovišće je 3 km sjeverno, Fok je 5 km, Bogdašin 6 km, a Markovce su 3,5 km sjeverozapadno. Križevce i Drvljance su 3 km istočno-jugoistočno.

## Upravna organizacija
Upravno pripada Šeljinskoj mikroregiji u Baranjskoj županiji. Poštanski broj je 7968.
Delegat Hrvatske državne samouprave u Mađarskoj za Martince ulazi kao predstavnik Baranje. U sastavu od ožujka 2007. je to Đurđa Sigečan.

## Povijest
Ime sugerira da je sveti Martin svetac zaštitnik ovog mjesta. Najstariji zapis o ovom selu je iz 1235. kada je zabilježeno kao biskupski posjed Szent Márton u kojem se nalazio dvor i 17 majura.
Kroz povijest je zabilježeno u mađarskim izvorima pod imenima Vaskaszentmárton, Tótszentmárton, Drávaszentmárton i na kraju Felsőszentmárton.

## Stanovništvo
Martince imaju 1094 stanovnika (2001.). Hrvati su većina. Čine 80,2% stanovnika te u selu imaju manjinsku samoupravu. U selu su stanovnici i Mađari. Nijemaca je ispod 1%, kao i Roma i Poljaka. 95,6% stanovnika su rimokatolici, a oko 1% je kalvinista i luterana.

## Poznate osobe
- Đuso Šimara-Pužarov, hrv. pjesnik iz Mađarske
- Josip Gujaš Đuretin, hrv. književnik i povjesničar iz Mađarske
- Ernest Barić, hrv. kult. djelatnik, slavist i kroatist iz Mađarske

## Vanjske poveznice
- (mađ.) A selyei kistérség földrajza  Arhivirana inačica izvorne stranice od 1. prosinca 2008. (Wayback Machine)
- Grb sela Martinaca  Arhivirana inačica izvorne stranice od 5. ožujka 2016. (Wayback Machine)
- Martince na fallingrain.com